# Stan klęski żywiołowej
Ten artykuł należy dopracować:

przedstawiono sytuację tylko z polskiej perspektywy – artykuł powinien być przekrojowy.
Pomóż go poprawić. 

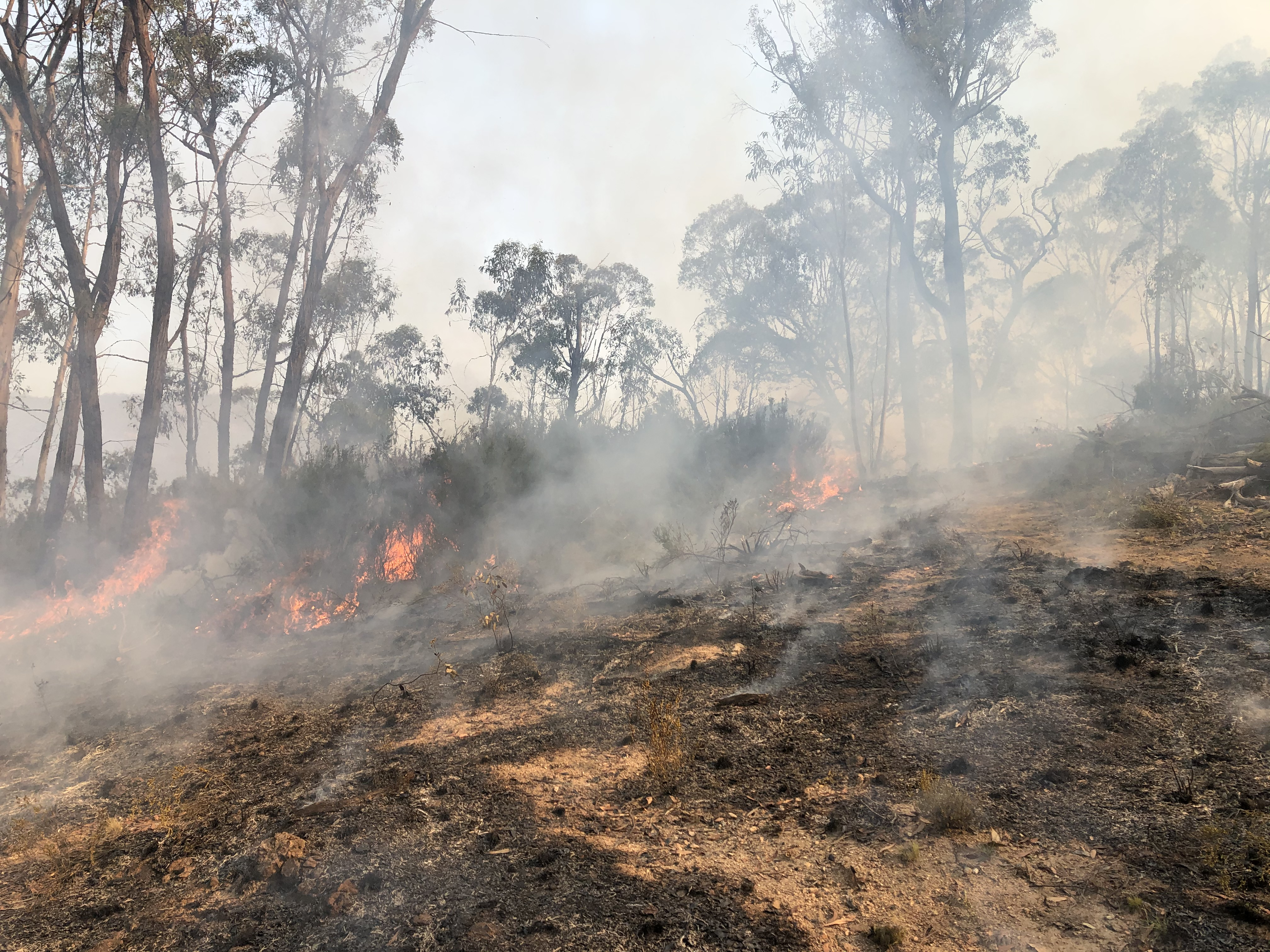
Stan klęski żywiołowej (pożary w Australii, 2020)

Stan klęski żywiołowej – jeden ze stanów nadzwyczajnych.

## Prawo polskie
Na podstawie Ustawy z 18 kwietnia 2002 o stanie klęski żywiołowej stan ten wprowadzany jest przez Radę Ministrów w drodze rozporządzenia na wniosek właściwego wojewody lub z własnej inicjatywy.
Stan klęski żywiołowej może być wprowadzony dla zapobieżenia skutkom katastrof naturalnych lub awarii technicznych noszących znamiona klęski żywiołowej, oraz w celu ich usunięcia.
Stan klęski żywiołowej może być wprowadzony na obszarze, na którym wystąpiła klęska, a także na obszarze, na którym wystąpiły lub mogą wystąpić jej skutki. Wprowadza się go na czas oznaczony, niezbędny dla zapobieżenia skutkom klęski żywiołowej lub ich usunięcia, nie dłuższy niż 30 dni. Stan ten może zostać przedłużony na czas oznaczony, w drodze rozporządzenia Rady Ministrów, za zgodą Sejmu (art. 4–6 ustawy).
W czasie stanu nadzwyczajnego oraz w okresie 90 dni od dnia zakończenia stanu klęski żywiołowej nie mogą się odbyć wybory ani referendum ogólnokrajowe.
Na terenie objętym stanem klęski żywiołowej istnieje możliwość czasowego ograniczenia wolności, praw człowieka i obywatela (art. 20–26 ustawy).

## Stany klęski żywiołowej w Polsce
Pierwszy w historii Polski stan klęski żywiołowej został ogłoszony 16 września 2024 roku za sprawą przechodzących przez Polskę fal powodziowych i objął dotknięte powodzią tereny na południowym zachodzie kraju (zob. stan klęski żywiołowej w Polsce (2024)). 
Wprowadzenie stanu klęski żywiołowej rozważano również w roku 2017 po ogromnej nawałnicy, jaka przeszła nad zachodnią Polską, mimo to jednak ówczesna Prezes Rady Ministrów Beata Szydło ostatecznie nie podjęła takiej decyzji. 
Do wprowadzenia stanu klęski żywiołowej wzywał także w 2020 roku m.in. ówczesny Rzecznik Praw Obywatelskich Adam Bodnar w związku z wybuchem pandemii COVID-19, zamiast czego korzystano jednak z przepisów dotyczących stanu epidemii. 
Natomiast w czasie powodzi tysiąclecia w 1997 roku nie obowiązywały jeszcze przepisy dotyczące stanu klęski żywiołowej.